# 相田冬二
相田 冬二（あいだ　とうじ、1965年7月14日 - ）は、日本のフリーライター、ノベライザー、映画批評家。

## 略歴
SMAP森且行の脱退とSMAPの21枚目シングルCD「はだかの王様～シブトクつよく～」に感化され、ぴあ株式会社を退社。1996年からフリーランスのライターに転向した。
「ぴあ」「Invitation」、雑誌、Web、日本映画の劇場用パンフレット等に、映画評や俳優・監督のインタビュー記事を執筆しつつ、2007年、初のノベライズ「キサラギ」を手がける。毎日映画コンクールで第1次審査を担当、「映画芸術」のベスト/ワーストテンには10年以上参加している。
2013年7月30日にスタートのSMAPオフィシャルコラム「Map of SMAP」(楽天エンタメナビ)は、2017年1月5日をもって全182回の連載を終了した。
雑誌「Invitation」の編集長だった小林淳一と共に、「SMAP×映画」(2004年12月号)、「男たちが語る木村拓哉・論」(2006年12月号)、「ウレぴあ」創刊号のSMAP特集号(2011年12月号)を手がけた。
中居正広主演の「模倣犯」「私は貝になりたい」、木村拓哉主演の「HERO」「無限の住人」「検察側の罪人」、草彅剛主演の「任侠ヘルパー」のオフィシャルライターとして映画の撮影現場で密着取材を敢行した。
2017年6月、カルチャー系ニュースサイトotocotoで連載していた批評対談「SMAPとは何だったのか」を電子書籍化した。

## 審査員
- 毎日映画コンクール第1次審査
- 映画芸術ベスト/ワーストテン
- 相田冬二賞（自身のTwitterにて発表）

## 著書
- ケイゾク／雑誌（小林淳一・相田冬二・木村立哉ほか共著・ぴあ、2000年）
- この胸いっぱいの愛をPhoto Book (ぴあMOOK) （ぴあ、2005年9月）
- 私は貝になりたいオフィシャルブック (ぴあMOOK)（ぴあ、2008年11月10日）
- Bepop 8/映画×音楽セッションレポート103（音楽之友社、2000年10月20日）
- SMAPとは何だったのか（小林淳一・相田冬二 共著 booklista、2017年6月30日）

## ノベライズ
- キサラギ (角川文庫、2008年1月1日)
- 鳳凰 わが愛 (角川文庫、2007年10月1日)
- KIDS (角川文庫、2008年1月25日)
- パンドラ（上） (幻冬舎文庫、2008年4月28日)
- パンドラ（下） (幻冬舎文庫、2008年6月17日)
- 大洗にも星はふるなり (メディアファクトリー、2009年10月)
- 息もできない  (ACクリエイト、2010年3月12日)
- 黒く濁る村  (ACクリエイト、2010年11月20日)
- 男たちの挽歌　A BETTER TOMORROW 【小説版】（ACクリエイト、2011年2月10日）
- 陽はまた昇る　エピソード0（幻冬舎、2011年8月17日）
- 小説　RIVER（鉄人社、2012年3月10日）
- 任侠ヘルパー(角川文庫、2012年10月25日)
- MONSTERS（ぴあ、2012年12月17日）
- 緊急取調室2 (幻冬舎文庫、2014年3月13日)
- 緊急取調室　(幻冬舎文庫、2014年1月22日)
- はなればなれに　(2014年4月26日)
- さよなら歌舞伎町 （泰文堂、2015年1月20日）
- スペシャリスト1‐2　(角川文庫、2015年11月25日)
- スペシャリスト3‐4　(角川文庫、2015年12月25日)
- 追憶の森 (PARCO CINEMA NOVEL SERIES、2016年4月1日)
- 嘘の戦争 (角川文庫、2017年3月10日)

## 構成
- 「監督中毒」三池崇史（ぴあ）
- 「孤立、無援」阪本順治（ぴあ）
- 「シロ」中山一也（幻冬舎）
- 「けもの道」藤村忠寿（メディアファクトリー）

## 雑誌連載
- 週刊金曜日
- T.
- UOMO
- GOETHE
- AJ
- アクチュール
- シネマスクエア（相田冬二のシネマリアージュ）
- キネマ旬報

## WEB連載
- リアルサウンド
- リアルサウンド映画部
- CINRA.NET
- ぴあ＋<plus>
- SMAPコラム「Map of SMAP」

## トークイベント
- 第1回A PEOPLE TALK EVENT 相田冬二 with 小林淳一（A PEOPLE編集長）（みんなの会議室代々木第2、2017年9月16日）[7]
- 第2回A PEOPLE TALK EVENT 相田冬二 with 小林淳一（A PEOPLE編集長）（みんなの会議室代々木第2、2017年11月22日）
- 第3回TOJI AIDA TALK with 小林淳一（A PEOPLE編集長）（伝承ホール、2018年2月28日）
- 第4回A PEOPLE TALK EVENTエドワード・ヤン未来の想い出～新しき世界に向けてTOJI AIDA TALK with 小林淳一（A PEOPLE編集長）（新百合トウェンティワンホール、2018年6月9日）